# Ciclón Ianos
El ciclón Ianos, también conocido como medicán Ianos, fue un raro ciclón tropical mediterráneo que impactó a Grecia el 17 y 18 de septiembre de 2020. Ianos se desarrolló en una área de baja presión sobre el golfo de Sidra que rápidamente empezó una ciclogénesis tropical mientras se mueve sobre aguas cálidas. Después de recibir varios nombres de diferentes centros meteorológicos, la tormenta, apodada Ianos por los griegos, se intensificó rápidamente mientras se movía hacia el noreste. Después de rozar Italia, la tormenta golpeó Malta y Creta con vientos con fuerza de tormenta tropical. A pesar de la interacción terrestre, el pequeño ciclón se intensificó a su intensidad máxima de 120 km / h (75 mph) el 18 de septiembre, justo antes de tocar tierra en el suroeste de Grecia.
Los daños fueron severos en Grecia, y las ciudades de la parte central del país fueron las más afectadas por los impactos de la tormenta. Ciudades como Karditsa y Mouzaki se inundaron durante varios días. Se informó de graves daños agrícolas en las zonas rurales al norte de Atenas. Murieron cuatro personas y una permanece desaparecida.

## Historia meteorológica

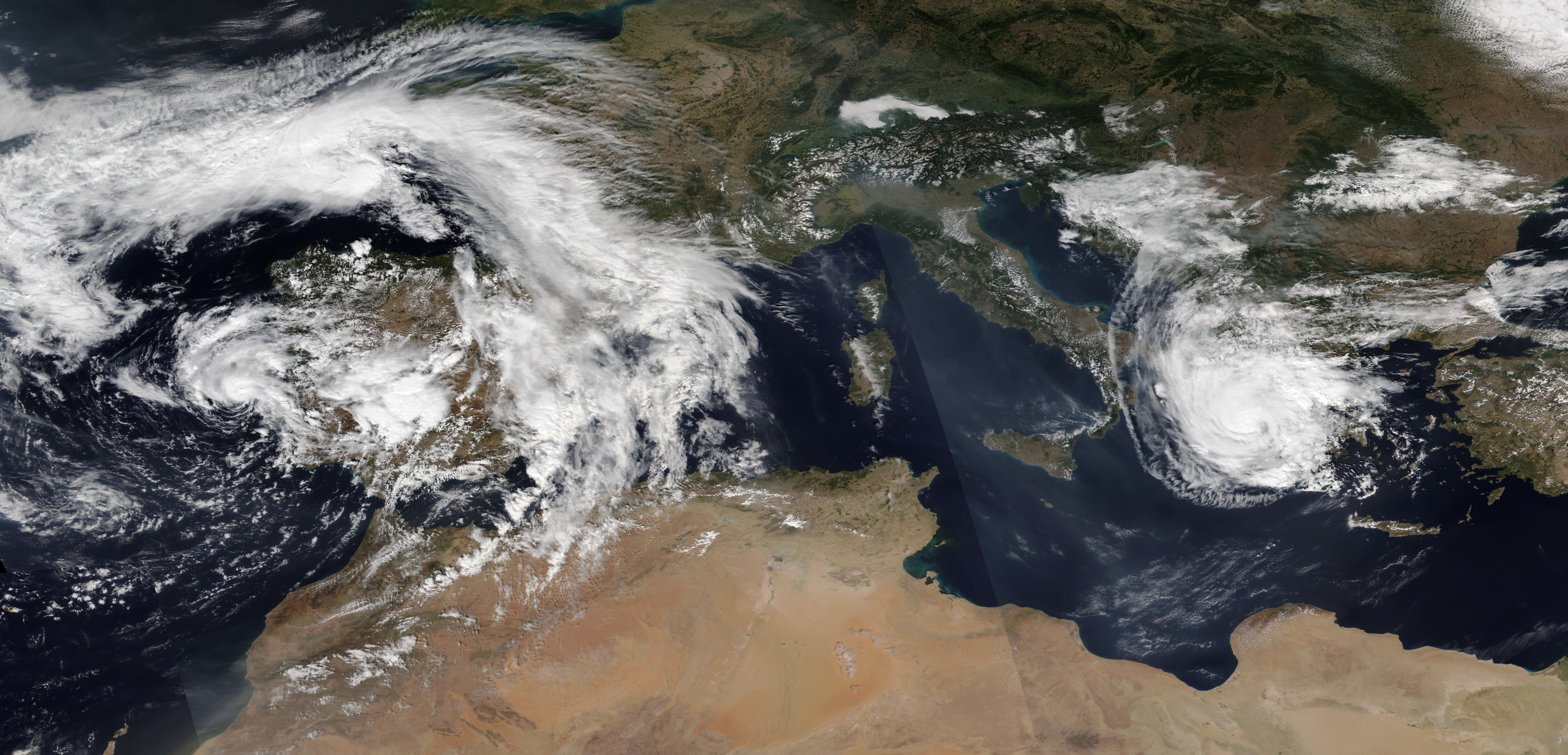
La tormenta subtropical Alpha (izquierda) y el ciclón Ianos (derecha) afectando al sur de Europa el 18 de septiembre.

Una baja de nivel superior se movió hacia el este en el sur del mar Mediterráneo hasta el 14 de septiembre de 2020. El 14 de septiembre, comenzó a desarrollarse un área de baja presión sobre el golfo de Sidra, comenzando la ciclogénesis tropical formando un núcleo cálido en la superficie. El ciclón se desarrolló rápidamente en las horas siguientes mientras se movía lentamente hacia el noroeste con una velocidad del viento de alrededor de 50 km / h (31 mph). Para el 15 de septiembre, se había intensificado a 65 km / h (40 mph), con una presión mínima de 1.010 hPa (30 inHg), y se pronostica un mayor desarrollo en los próximos días. El ciclón tenía un gran potencial de volverse tropical en los próximos días debido a las cálidas temperaturas del mar de 27 a 28 °C (81 a 82 °F) en la región. Los modelos meteorológicos predijeron que probablemente golpearía la costa oeste de Grecia el 17 o 18 de septiembre. Ianos se intensificó gradualmente sobre el mar Mediterráneo, adquiriendo una característica similar a un ojo. Ianos tocó tierra en Grecia en su máxima intensidad a las 03:00 UTC del 18 de septiembre, con vientos máximos de cerca de 65 kN (120 km / h; 75 mph) y una presión central mínima estimada en 995 hPa (29,4 inHg), equivalente a un mínimo. Huracán de categoría 1.
Las temperaturas más cálidas de la superficie del mar en el mar Mediterráneo pueden permitir que las tormentas adquieran apariencias y características más tropicales, aumentando la velocidad del viento y haciendo que las tormentas sean más intensas. Un estudio de 2017 en Global and Planetary Change dirigido por Raquel Romera que examinó un gran conjunto de proyecciones de modelos climáticos regionales encontró que los medicamentos se volverán gradualmente más fuertes y más potentes debido al cambio climático.

## Preparativos e impacto
Cuando Ianos pasó al sur de Italia el 16 de septiembre, produjo fuertes lluvias en la parte sur del país y en Sicilia. Se registraron hasta 35 mm de lluvia en Reggio Calabria, más que la precipitación mensual normal de la ciudad.. 
El Servicio Meteorológico Nacional Helénico emitió alertas rojas, el nivel más alto de advertencias, para alertar a la gente de la tormenta mientras se acercaba a Grecia. Se informó de árboles caídos y cortes de energía en Cefalonia, y se instó a los residentes a permanecer en el interior. Las ráfagas de viento alcanzaron los 111 km / h (69 mph) en Cefalonia y Zakynthos..  Cuando Ianos se estancó en la parte occidental de Grecia, causó inundaciones repentinas y deslizamientos de tierra. La cantidad máxima de lluvia oficial registrada fue de 142 mm, aunque se afirma que la cantidad máxima de lluvia exacta es mucho mayor que eso Ianos dejó tres muertos y dos desaparecidos. El 19 de septiembre, un hombre fue encontrado muerto en su granja al norte de Atenas, mientras que el cuerpo de una mujer fue recuperado de su casa inundada en un pueblo cercano. El 20 de septiembre, el cuerpo de un granjero de 62 años fue encontrado bajo el techo derrumbado de su casa en un pueblo al norte de Atenas. Además, una mujer de 43 años fue encontrada muerta el 24 de septiembre tras ser declarada desaparecida el 20 de septiembre. La mujer fue arrastrada a varios kilómetros de su automóvil por una inundación repentina. Más de 5000 viviendas resultaron dañadas. Además de las fuertes mareas en islas Jónicas como Cefalonia, Zakynthos, Ithaca y Lefkada, y vientos de 120 km / h (75 mph) en Karditsaque derribó árboles y tendidos eléctricos y provocó deslizamientos de tierra. También se derrumbó un puente en Karditsa, una de las zonas más afectadas. En todo el país, más de 600 personas fueron rescatadas por el servicio nacional de extinción de incendios.  La cosecha de algodón de Grecia estaba lista para la cosecha, que estaba programada para comenzar justo cuando azotara la tormenta. Sin embargo, Ianos probablemente causó importantes inundaciones y pérdidas de cosechas donde la lluvia fue más intensa, especialmente en Tesalia.

## Consecuencias y nombrar
El primer ministro de Grecia, Kyriakos Mitsotakis, prometió que "todas las zonas afectadas tendrán apoyo inmediato". Envió a tres altos funcionarios a la región central más afectada. El 22 de septiembre, el primer ministro Mitsotakis visitó la región de Karditsa, una de las regiones más afectadas. Se entregaron entre 5000 y 8000 euros a cada hogar y negocio en Karditsa y Mouzaki. En Mouzaki, el alcalde Fanis Stathis declaró que todas las escuelas y guarderías permanecerán cerradas, ya que Ianos dañó la red de carreteras y los edificios escolares de la región.
Grecia asignó al sistema el nombre "Ianos" ( Ιανός ), a veces anglicizado a "Janus", mientras que el servicio meteorológico alemán utilizó el nombre "Udine"; los turcos usaron "Tulpar" y los italianos "Cassilda"; adoptado del Centro de Ciclones del Mediterráneo no oficial.